# Sporty motorowodne na Letnich Igrzyskach Olimpijskich 1908 – Klasa B – poniżej 60 stóp
Wyścig w klasie B - poniżej 60 stóp był jedną z konkurencji motorowodnych na Letnich Igrzyskach Olimpijskich 1908. Zawody odbyły się w dniu 28 sierpnia. W zawodach uczestniczyło 4 zawodników z Wielkiej Brytanii.
W konkurencji tej rozegrano jeden wyścig zawierający pięć okrążeń. Każde okrążenie liczyło 8 mil.

## Przebieg wyścigu
Na linii startu zameldowały się tylko dwie łodzie Quicksilver i Gyrinus. Quicksilver zagrożona zatonięciem wycofała się z dalszej rywalizacji.

## Wyniki
| Miejsce | Łódź        | Załoga                                                 | Państwo         | Czas |
| ------- | ----------- | ------------------------------------------------------ | --------------- | ---- |
| 1       | Gyrinus     | John Field-Richards Bernard Redwood Thomas Thornycroft | Wielka Brytania | b.d  |
| –       | Quicksilver | John Marshall Gorham Sophia Gorham                     | Wielka Brytania | DNF  |